# Eugeen De Bock
Eugeen (of Eugène) Karel Marie De Bock (Borgerhout, 23 april 1889 - Schoten, 22 juli 1981) was een Vlaams auteur en uitgever.
Hij schreef meerdere biografieën, onder andere over Hendrik Conscience en Lode Baekelmans, geschiedkundige werken (waaronder "Beknopt overzicht van de Vlaamsche letterkunde", "Beknopte geschiedenis van de boekhandel in de Nederlanden", "De Nederlanden. Overzicht van de geschiedenis, de beeldende kunsten, de bouwkunst en de letterkunde"), essays en studies.
In 1919 richtte hij Uitgeverij De Sikkel op, in 1920 was hij initiatiefnemer van het expressionistisch literair tijdschrift Ruimte, in 1929 was hij medeoprichter van de Vereniging ter Bevordering van het Vlaamse Boekwezen.